# 노르베르제닌
노르베르제닌(영어: norbergenin)은 트라이하이드록시벤조산의 글리코사이드의 일종이다. 노르베르제닌은 베르제닌의 O-탈메틸화 유도체이다. 노르베르제닌은 베르게니아 스트라케이(Bergenia stracheyi)의 뿌리줄기에서 분리할 수 있다.

## 같이 보기
- 트라이하이드록시벤조산
- 베르제닌